# Ekonomia eksperymentalna
Ekonomia eksperymentalna – dział ekonomii zajmujący się zastosowaniem metod eksperymentalnych.
Podstawowym narzędziem ekonomii eksperymentalnej jest eksperyment. Eksperymenty mogą być przeprowadzane zarówno w laboratoriach jak i w terenie, a ich wyniki wykorzystywane są do testowania i lepszego zrozumienia teorii ekonomicznych. W warunkach laboratoryjnych tworzone jest kontrolowane otoczenie gospodarcze, a uczestnicy są motywowani do podejmowania realnych decyzji poprzez zapewnienie im odpowiednich bodźców, najczęściej finansowych. W wyniku przeprowadzanych eksperymentów możliwe jest lepsze zrozumienie sposobów podejmowania decyzji, indywidualnych zachowań czy warunków zaistnienia kooperacji między uczestnikami.

## Przykładowe eksperymenty
„Dobra publiczne”
W każdej rundzie gracze otrzymują pewną ilość pieniędzy. Część z nich mogą zostawić dla siebie, część – wpłacić do wspólnej kasy. Po każdej rundzie eksperymentator sumuje wpłaconą kwotę, podwaja ją i dzieli równo pomiędzy badanych. Gra trwa kilka rund.
Eksperyment ten ma badać zjawisko efektu gapowicza (ang. free-riding). Gdyby wszyscy wpłacili całe swoje pieniądze, otrzymaliby podwójną wygraną. Pojawiają się jednak zawsze osoby (gapowicze), które nic nie wpłacając do wspólnej kasy, oczekują na to, że inni ją zasilą.
Powtarzając eksperyment ze zmienionymi warunkami (np. kontrola, system kar i nagród, jawność, komunikowanie się itp.), można wyciągać wnioski na temat sposobów pokonania problemu efektu gapowicza.
„Pracodawca – pracownik”
Eksperyment odbywa się w parach, w których badani podzieleni są na pracodawców i pracowników. Pracodawca ustala pracownikowi płace, pracownik – jak bardzo stara się w pracy. Dodatkowym czynnikiem wpływającym na wygraną pracodawcy jest współczynnik określający sytuację gospodarczą, który jest mnożnikiem jego wypłaty w każdej rundzie.
Problemem ukazanym w tym eksperymencie jest zależność płacy od wysiłku włożonego przez pracownika i na odwrót.

## Nobliści zajmujący się ekonomią eksperymentalną
Za wkład w rozwój ekonomii eksperymentalnej amerykański ekonomista Vernon Smith wraz z Danielem Kahnemanem zostali uhonorowani Nagrodą Nobla w dziedzinie ekonomii w 2002 roku.